# Wi (kana)

Wi je gotovo zastarjeli glas/znak japanske kane. 

## Osobine
U hiragani ga se piše kao ゐ, a u katakani ヰ. Svaki predstavlja jednu moru. Uzima se da je ゐ predstavljao glas koji se izgovara ɰi i da se ゐ i い različito izgovaralo sve do vremena između razdoblja Kamakure i Taishōa otkad se oba izgovara kao [i]. Od 1946. godine kana za wi i kana za we (hiragana ゑ, katakana ヱ) smatra se zastarjelim te je zamijenjeno s い i イ. Danas je rijedak u svakodnevnoj uporabi; u onomatopeji i tuđicama preferira se kombinacija katakanom ウィ (U-[i u indeksu]). 
U većini tablica hiragane i katakane danas ga se neće naći. Usprkos tome, nalazi se u Unicodeu i većini fontova. Wi je bio u uporabi sve do 1950-ih a pojavljuje se i danas na mjestima poput imena.
U japanskoj kani za sricanje je ゐどのヰ, a izgovara se  (W)ido no "(w)i" . Rōmaji za wi je i i wi. Znak za wi u hiragani potječe od kineskog znaka 爲 , a znak u katakani za wi potječe od kineskog znaka  井 . 
U brzojavnom Morseovom kodiranju za japanski jezik, tzv. wabun kodu također je zastupljen u obliku ・-・・-  Za wi postoji kombinacija u japanskoj semaforskoj signalizaciji i japanskom Brailleovom pismu s uzorkom od 23.

## Način pisanja
Znak u hiragani piše se jednim potezom, dok se znak iz katakane piše u četiri poteza.

## Vanjske poveznice
|  | Zajednički poslužitelj ima još gradiva o temi ゐ |

|  | Zajednički poslužitelj ima još gradiva o temi ヰ |